# Paneret d'or
El paneret d'or o paneret (Aurinia saxatilis), és una espècie de planta amb flors de la família de les brassicàcies. El calendari republicà francès dedica a aquesta espècie el dia 18 del mes floréal sota el nom de corbeille d'or. Aquesta planta rep el sinònim taxonòmic d'Alyssum saxatile.